# Pierre Grelot
Pierre Grelot (Parigi, 6 febbraio 1917 – Orléans, 22 giugno 2009) è stato un teologo, biblista e presbitero francese.
Fu un esegeta e uno specialista riconosciuto degli scritti di Paolo di Tarso.

## Biografia
Ordinato presbitero nel 1941 per la diocesi di Orléans, divenne professore a Orléans, e in seguito all'Institut catholique de Paris. Era specialista di esegesi, di aramaico, e fu citato da Joseph Ratzinger, papa Benedetto XVI, nel suo libro Gesù di Nazaret.
Fu professore all'Institut catholique de Paris fino al 1983 e nel 1985 divenne professore onorario dell'Istituto. Fu membro della Pontificia Commissione Biblica dal 1972 al 1983.

## Opere
- Dialogues avec un musulman, Éditions du Cerf, 2004, ISBN 220407411X
- Une lecture de l'épître aux Hébreux, Éditions du Cerf, 2003, ISBN 2204070874
- Le langage symbolique dans la Bible, Éditions du Cerf, 2001, ISBN 2204066052
- L'Épître de saint Paul aux Romains. Une lecture pour aujourd'hui, Éditions Saint-Paul, 2001, ISBN 2850498637
- Corps et sang du Christ en gloire, Éditions du Cerf, 1999, ISBN 2204063010
- Jésus de Nazareth, Christ et Seigneur , Éditions du Cerf, tome I 1997, ISBN 2204054933, tome II 1998 ISBN 220405710X
- La Science face à la foi, Lettre ouverte à Monsieur Claude Allègre, ministre de l'Éducation nationale , Éditions du Cerf, 1998, ISBN 2204060623
- Le mystère du Christ dans les psaumes, Éditions Desclée de Brouwer, 1998, ISBN 2718909447
- Le Livre de Daniel (CEv 79), Paris, 1992
- Qu'est-ce la tradition?, Vie chrétienne, Paris, 1985
- La Bible, guide de lecture, Éditions Desclée, 1981, ISBN 2718901896
- Péché originel et rédemption à partir de l'Épître aux Romains. Essai théologique, Éditions Desclée, 1973.
- Introduzione alla Bibbia, Edizioni Paoline, 1965, titolo originale dell'opera Introductio aux livres saint, Paris, 1963